# Lucky (canção de Radiohead)
"Lucky" é uma canção da banda inglesa de rock Radiohead. Apareceu pela primeira vez no álbum de caridade The Help Album (1995) e, mais tarde, no terceiro álbum de estúdio da banda, OK Computer (1997). Foi lançada como single na França em dezembro de 1997. "Lucky" foi gravada em cinco horas com o produtor Nigel Godrich.

## Gravação
Em 1995, Radiohead estava em turnê, promovendo seu segundo álbum, The Bends. Durante testes de som de seus shows no Japão, o guitarrista Ed O'Brien produziu um som agudo ao dedilhar acima da pestana da guitarra. A banda transformou o som em "Lucky", que passou a fazer parte do set list.
Nessa época, o produtor Brian Eno pediu ao Radiohead para que contribuíssem com uma música para The Help Album, uma compilação organizada pela instituição de caridade War Child. O álbum seria gravado em um único dia, 4 de setembro de 1995, e lançado rapidamente naquela semana. Radiohead gravou "Lucky" em cinco horas com o engenheiro Nigel Godrich, que ajudou o produtor John Leckie com The Bends e produziu vários lados B do Radiohead. Mais tarde, Godrich produziu seu terceiro álbum, OK Computer. Ele disse sobre a sessão de Help Album: "Essas coisas são as mais inspiradoras, quando você faz as coisas muito rápido e não há nada para perder. Saímos bastante eufóricos."
Yorke disse mais tarde que "Lucky" moldou o som e o clima nascentes de OK Computer. Ele disse: "'Lucky' era uma indicação do que queríamos fazer. Foi como a primeira marca na parede."

## Lançamento
Para promover The Help Album, "Lucky" apareceu como a faixa principal do The Help EP, que alcançou a posição 51 depois que a BBC Radio 1 decidiu não tocá-lo. Foi incluída como a 11.ª faixa do álbum OK Computer do Radiohead.

## Faixas
Todas as faixas escritas e compostas por Radiohead (Thom Yorke, Jonny Greenwood, Ed O'Brien, Colin Greenwood, Philip Selway). 
| Single francês (CD) |                                              |         |  |
| N.º                 | Título                                       | Duração |  |
| 1.                  | "Lucky"                                      | 3:59    |  |
| 2.                  | "Meeting in the Aisle"                       | 3:08    |  |
| 3.                  | "Climbing Up the Walls" (Fila Brazillia Mix) | 6:24    |  |

## Créditos
Radiohead
- Colin Greenwood
- Jonny Greenwood
- Ed O'Brien
- Philip Selway
- Thom Yorke

Créditos adicionais
- Stanley Donwood – ilustrações
- Nigel Godrich – produção, engenharia

## Paradas
| Parada (1996)                       | Posição de pico |
| ----------------------------------- | --------------- |
| Islândia (Íslenski Listinn Topp 40) | 22              |